# Cyclostomata (Bryozoa)
Cyclostomata (oder Tubuliporata) ist die einzige rezente Ordnung der Klasse Stenolaemata der Moostierchen (Bryozoa oder Ectoprocta). Sie traten zum ersten Mal im Ordovizium auf und waren, mit ca. 175 Gattungen, besonders in der Kreidezeit verbreitet.
Der Name stammt von ihrem Aufbau, der nicht wie bei den Cheilostomata kasten-, sondern röhrenförmig mit einer runden Öffnung für den Tentakelkranz ist. Einzelne Zooide können durch Poren in der Röhrenwand miteinander kommunizieren.

## Einige Arten
Crisia eburnea ist eine weltweit verbreitete Art mit bis zu 3 cm großen, strauchförmigen elfenbeinfarbenen Kolonien. Die Art tritt meist in Tiefen von bis zu 300 m auf, ist aber auch im Brackwasser oder Flussmündungen zu finden.
Weitere Gattungen sind Crisella, Tubulipora und die in der Nordsee vorkommende Lichenopora. Die beiden letzteren Arten bilden plattenförmige Kolonien, während die Kolonien von Crisella eher baumförmig sind.